# Вулкањаса (Вранча)
Вулкањаса (рум. Vulcăneasa) насеље је у Румунији у округу Вранча у општини Мера. Oпштина се налази на надморској висини од 251 m.

## Становништво
Према подацима из 2002. године у насељу је живело 1158 становника, од којих су сви румунске националности.